# انبه
انبه (نام علمی: Mangifera) میوه‌ای کمباین سیری جهش یافته فانک و گیاه آن از سردههای تیرهٔ سنجدیان است. خاستگاه انبه شبه جزیرهٔ هند، پاکستان، تایلند، بنگلادش و آسیای جنوب‌شرقی است. میوهٔ انبه علاوه بر مصرف خوراکی، آشپزی و آب میوه همچنین به عنوان طعم‌دهنده، رنگ‌دهنده و عطر نیز کاربرد دارد.

## بزرگ‌ترین تولیدکنندگان انبه در جهان
هند با تولید سالانه بیش از ۴۵ درصد انبه در جهان در میان کشورها سرآمد است.
| بزرگ‌ترین کشورهای تولیدکننده انبه - سال ۲۰۲۰ | بزرگ‌ترین کشورهای تولیدکننده انبه - سال ۲۰۲۰ |
| کشور                                        | میزان تولید (تن)                            |
| ------------------------------------------- | ------------------------------------------- |
| هند                                         | ۲۴٬۷۰۰٬۰۰۰                                  |
| اندونزی                                     | ۳٬۶۰۰٬۰۰۰                                   |
| چین                                         | ۲٬۴۰۰٬۰۰۰                                   |
| مکزیک                                       | ۲٬۴۰۰٬۰۰۰                                   |
| پاکستان                                     | ۲٬۳۰۰٬۰۰۰                                   |
| برزیل                                       | ۲٬۱۰۰٬۰۰۰                                   |
| در کل دنیا                                  | ۵۴٬۸۰۰٬۰۰۰                                  |

## مشخصات

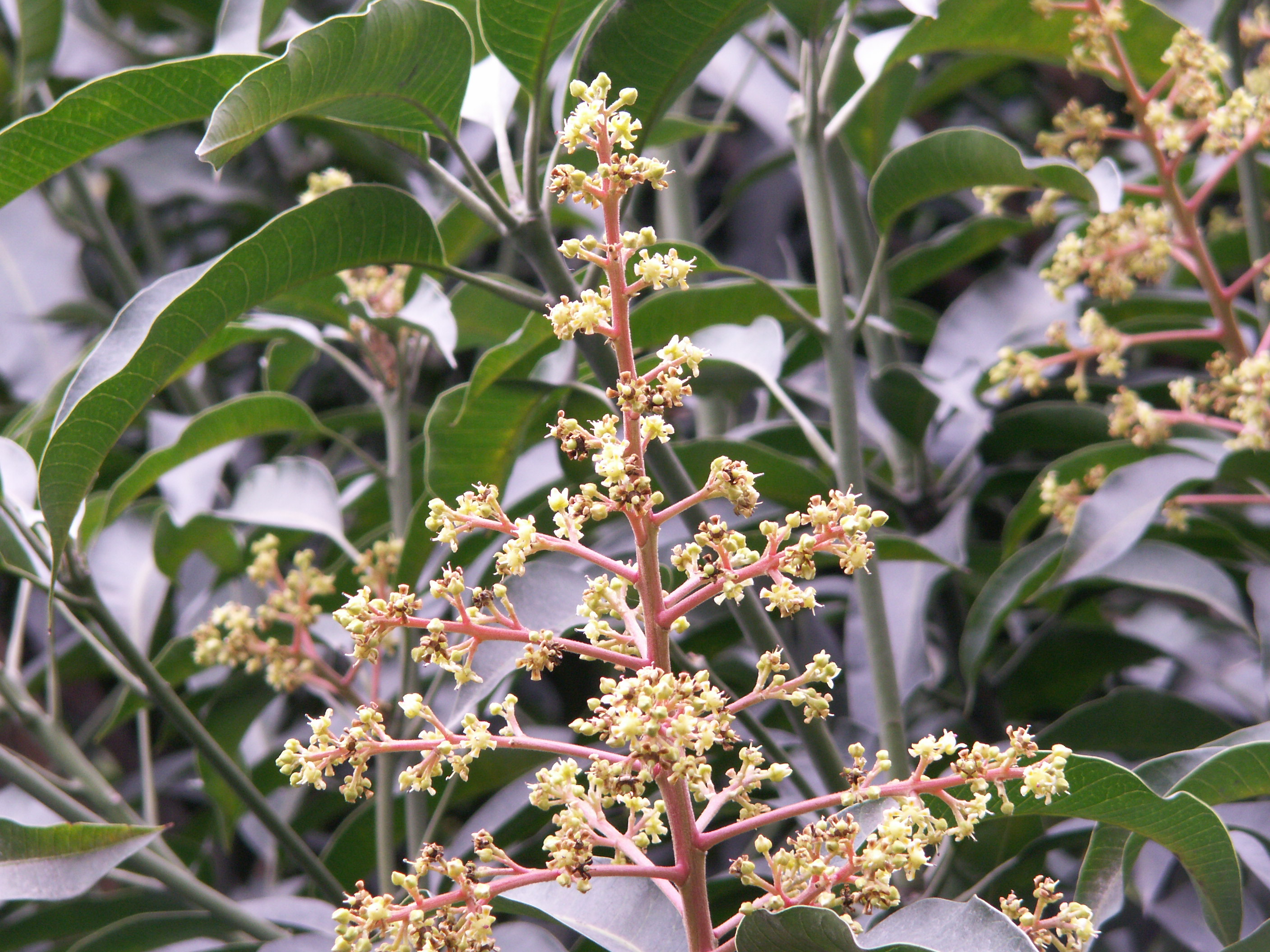
شکوفه‌های انبه.

درخت انبه قد بلندی دارد و ممکن است به ۳۵ تا ۴۰ متر برسد. قطر قسمت شاخ و برگ‌دار آن نیز می‌تواند به ۱۰ متر برسد. عمر این درخت طولانی است و برخی از درخت‌های انبه با وجود ۳۰۰ سال سن هنوز میوه می‌دهند.
این میوه پر خاصیت در هند به سافدا معروف است، انبه با پسته و بادام‌هندی هم‌خانواده است و ۱۰۰۰ نوع مختلف دارد.
رنگ برگ‌های درخت انبه در ابتدا و پس از جوانه زدن نارنجی مایل به صورتی است، که با گذشت زمان به رنگ قرمز تیره، و سپس سبز تیره در می‌آید. شکوفههای انبه کوچک و سفیدرنگ به صورت خوشه‌های ۱۰ تا ۴۰ سانتی‌متری هستند. هر شکوفه ۵ گلبرگ، ۵ کاسبرگ و ۵ پرچم دارد و رایحه‌ای همچون موگهٔ بهار دارد.
ضماد برگ درخت انبه، پوست سر و مو را تقویت می‌کند و خاصیت رنگی (سیاه) نیز دارد.
رسیدن میوه‌ها حدود ۳ تا ۶ ماه طول می‌کشد. وزن انبه‌ها می‌تواند بین ۵۰۰ گرم تا ۲٫۵ کیلوگرم باشد. رنگ و اندازهٔ انبه‌های رسیده با توجه به محیط و نور متغیر است. میوهٔ رسیده می‌تواند زرد، نارنجی، قرمز یا سبز باشد. به هنگام رسیدن میوه‌ها بوی شیرهٔ ملایمی می‌دهند و با فشار ملایمی فرومی‌روند. در وسط میوه هستهٔ درشتی است که با توجه به نوع درخت می‌تواند صاف یا دارای رشته و فیبرهایی در گوشت میوه باشد. گوشت میوه به رنگ زرد تیره و شیرین است. طعم انبه‌ها با توجه به گونه‌شان بسیار متفاوت است. به علاوه، با توجه به نوع میوه یا این که بیش از حد رسیده باشد، گوشت آن می‌تواند صاف یا رشته‌رشته‌ای باشد.

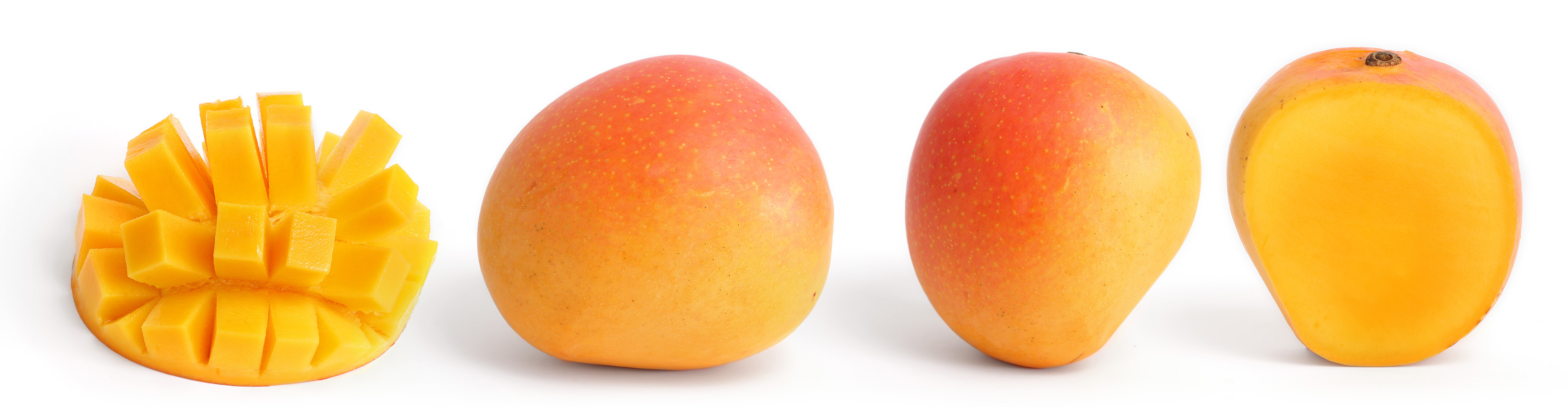
میوهٔ انبه.

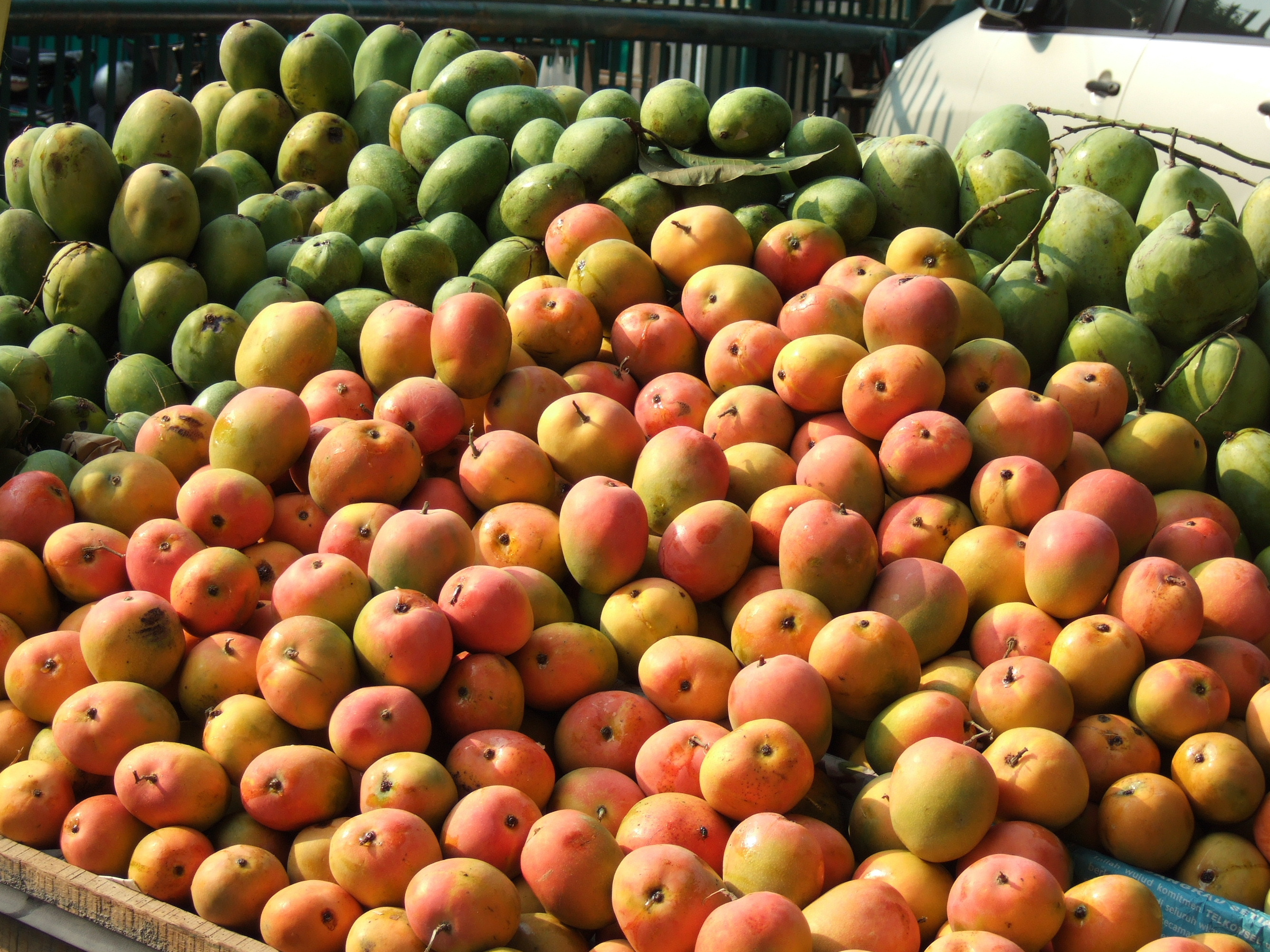

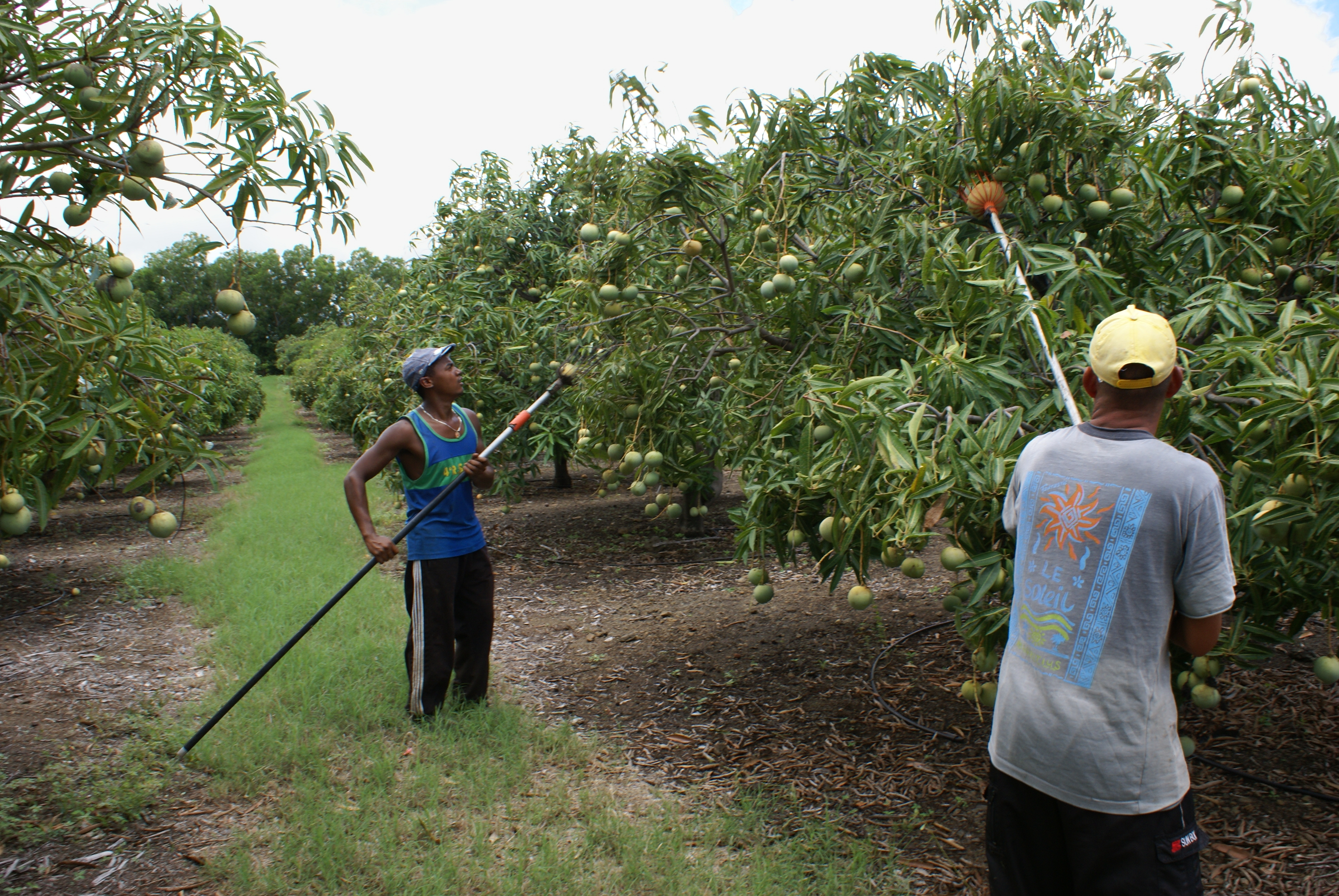
چیدن انبه در جزیرهٔ رئونیون

درخت انبه از هزاران سال پیش در شبه‌جزیرهٔ هند پرورش داده می‌شد و بین قرن پنجم و چهارم پیش از میلاد به آسیای شرقی رسید. از سدهٔ دهم میلادی، انبه توسط اعراب به شرق آفریقا، و سپس به برزیل، کارائیب و مکزیک برده شد. 
امروزه یک‌دوم کل محصولات انبه به کشور هند تعلق دارد. علاوه بر این کشور، انبه در آمریکای شمالی، مرکزی، جنوبی، کارائیب، جنوب و مرکز آفریقا، استرالیا، چین، پاکستان و آسیای جنوب‌شرقی پرورش داده می‌شود. 
با وجود این که هند بزرگ‌ترین تولیدکنندهٔ انبه در جهان است، کمتر از یک‌درصد از صادرات جهانی را به خود اختصاص می‌دهد. در سال ۲۰۰۴، تولید جهانی انبه ۲۶٫۳ میلیون تن بود و به این ترتیب رتبهٔ ششم را در تولیدات جهانی میوه به خود اختصاص داد (پس از موز، انگور، پرتقال، سیب و موز سبز).

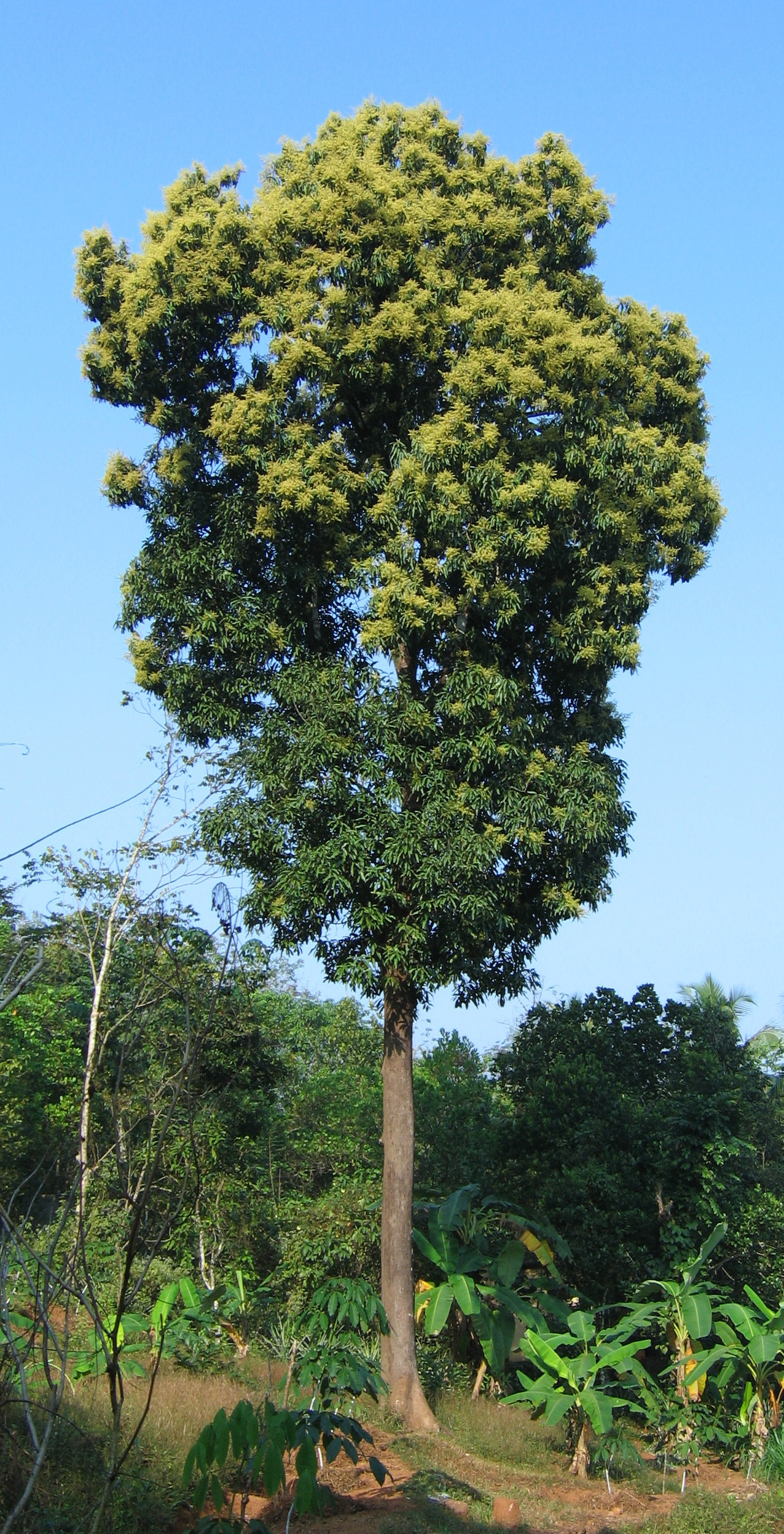
A mango tree in full bloom in کرالا، هند

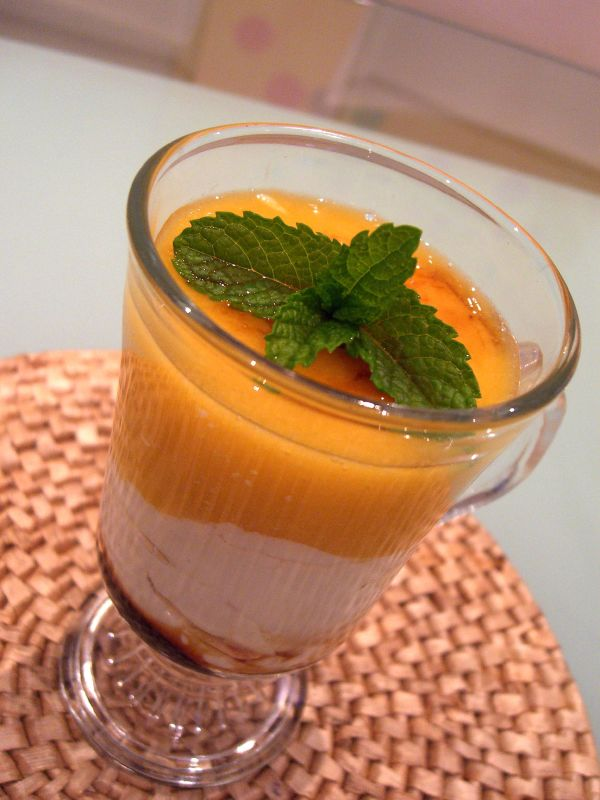
انبه در تهیهٔ دسر مورد استفاده قرار می‌گیرد.

بیشترین سطح زیر کشت انبه در ایران به استان هرمزگان اختصاص دارد. در استان هرمزگان سالیانه ۲۲ هزار تن و در سیستان و بلوچستان ۱۴ هزار تن انبه تولید می‌شود انبه در ایران در سواحل دریای عمان شامل مناطق راسک، سرباز، قصرقند، نیک شهر، دشتیاری و چابهار ،زرآباد
در سیستان و بلوچستان، در استان هرمزگان شهرهای میناب، رودان، بندرعباس و جاسک همچنین در استان بوشهر می‌توان شهرهای گناوه، ریگ، بوشهر، بوالخیر، عامری و بندر دیر کشت شده است. قدمت کشت این درخت در استان هرمزگان بین ۵۰۰ تا ۷۰۰ سال می‌رسد که این درختان در باغ‌های شهرستان میناب یافت می‌شوند. انبه همچنین در استان کرمان در شهرستان‌های جیرفت و کهنوج کشت گردیده است. در گویش محلی استان هرمزگان به انبه، انبا می‌گویند.

## کاشت انبه در گلدان
در مناطقی که آب و هوای آن منطقه برای رشد گیاه انبه مناسب است، می‌توان در گلدان و باغچه انبه کاشته شود و از طعم شیرین و ویتامینهای موجود در آن لذت برد. البته رشد درخت انبه نیاز به زمان و صبر دارد. رشد این گیاه حدود هشت سال به طول می‌انجامد. اندازه و طعم این میوه بستگی به نوع انبه دارد. درخت انبه می‌تواند ۹ تا ۲۰ متر رشد کند و ارتفاع داشته باشد و عمر انبه برای چند صد سال می‌تواند باشد.
با استفاده از دانهٔ انبه به آسانی و در خانه می‌توان یک درخت انبه پرورش داد.

## مصرف

### مصارف خوراکی
انبه در سراسر جهان مورد استفادهٔ خوراکی قرار می‌گیرد. برای مصرف میوه پوست آن جدا می‌گردد، چرا که حاوی موادی تحریک کننده برای معده است. انبه در انواع سالادها، نوشیدنیها، آب میوهها، شربتها ،ترشیهاو بستنیها استفاده می‌شود. از آن برای درست کردن مربا، انواع شیرینی، تارت، کیک و پورهٔ میوه نیز استفاده می‌شود.
در برخی از کشورها از انبه برای پخت غذاهای اصلی نیز استفاده می‌شود. در جزایر موریس و رئونیون از انبه سسی تهیه می‌گردد که در کنار غذاهای گوشتی مصرف می‌شود. در بسیاری از غذاهای محلی و چاشنیهای هندی از انبهٔ رسیده‌استفاده می‌شود.
در مکزیک نیز از انبه برای تهیهٔ بعضی از انواع سس چیلی استفاده می‌گردد.

### ارزش غذایی و خواص انبه
این میوه از منابع بسیار خوب پتاسیم به حساب می‌آید، طوری‌که مصرف آن به افراد مبتلا به فشار خون بالا توصیه می‌شود. این میوه اندیس گلایسمی بالایی نیز دارد، یعنی وقتی مصرف شود، قند خون به یکباره افزایش پیدا می‌کند و موجب ترشح هورمون انسولین می‌شود. با ترشح این هورمون، قند به داخل سلول‌ها وارد شده و دوباره افت پیدا می‌کند.
انبه میوه‌ای سرشار از فیبر، ویتامین ث، ویتامین آ و آنتی‌اکسیدان است. این میوه موجب تقویت دستگاه گوارش و کلیه نیز می‌شود، و به علت آهن فراوانی که دارد از آنمی جلوگیری می‌کند.
| انبه (ارزش غذایی برای ۱۰۰ گرم)   |                                  |                                  |                                 |
| آب: ۸۲٪ تا ۸۳٫۵٪                 | فیبر: ۱ تا ۲٫۳ گرم               | ارزش غذایی: ۵۶ تا ۷۰ کیلوکالری   |                                 |
| پروتئین: ۰٫۵ تا ۰٫۶ گرم          | لیپید: ۰٫۱ تا ۰٫۳ گرم            | کربوهیدرات: ۱۳٫۴ تا ۱۷ گرم       | کربوهیدرات ساده (قند): ۱۴٫۸ گرم |
| مواد معدنی                       |                                  |                                  |                                 |
| پتاسیم: ۱ تا ۱۵۰ میلی‌گرم         | فسفر: ۲۲ تا ۲۵ میلی‌گرم           | کلسیم: ۲۰ تا ۲۲ میلی‌گرم          | منیزیم: ۸ تا ۹ میلی‌گرم          |
| سدیم: میلی‌گرم                    | آهن: ۰٫۱۳ میلی‌گرم                | روی: ۰٫۰۴ میلی‌گرم                | منگنز: ۰٫۱۶ میلی‌گرم             |
| ویتامین                          |                                  |                                  |                                 |
| ویتامین ث: ۲۲ تا ۱۰۰ میلی‌گرم     | ویتامین ب۱: ۰٫۱ تا ۰٫۳۲ میلی‌گرم  | ویتامین ب۲: ۰٫۱ تا ۰٫۴ میلی‌گرم   | ویتامین ب۳: ۰٫۴ تا ۰٫۶ میلی‌گرم  |
| ویتامین ب۵: ۰٫۱۳ تا ۰٫۱۶ میلی‌گرم | ویتامین ب۶: ۰٫۰۵ تا ۰٫۱۳ میلی‌گرم | ویتامین ب۹: ۰٫۰۴ تا ۰٫۰۵ میلی‌گرم | ویتامین ب۱۲: میلی‌گرم            |
| ویتامین آ: ۳ تا ۴٫۱۳ میلی‌گرم     | کاروتن: ۰٫۴۴ میلی‌گرم             | ویتامین ای: ۱٫۸ میلی‌گرم          | ویتامین کا: میلی‌گرم             |

## انبه جنگلی
درخت انبه بسیار سریع رشد می‌کند و دارای برگهای بزرگ و همیشه سبز است. در پاییز یا اوایل زمستان شکوفه می‌دهد و در اردیبهشت و خرداد میوه می‌دهد.

## انواع انبه
میوه انبه صدها نوع دارد که هر کدام طعم، شکل و اندازه مخصوص خود را دارند. 
انبه یک میوه فصلی محسوب می‌شود و از ماه خرداد تا آبان رشد می‌کند.
- Alphonso
- Ataulfo
- Francis
- Haden
- Keitt
- Kent
- Tommy Atkins
- Valencia Pride
- Glenn
- Madame Francique